# Séisme de mai 1998 en Afghanistan
Le séisme de mai 1998 en Afghanistan est un tremblement de terre qui s'est produit dans le nord de l'Afghanistan le 30 mai 1998, à 06 h 22 UTC dans la province de Takhar avec une magnitude de moment de 6,5 et une intensité Mercalli modifiée maximale de VII (Très fort). À ce moment-là, la guerre civile afghane est en cours ; la zone touchée est contrôlée par le Front islamique uni pour le salut de l'Afghanistan (l'Alliance du Nord).

## Aperçu
Ce tremblement de terre est le deuxième plus grand tremblement de terre dans la région en 1998 après un autre tremblement de terre le 4 février. Entre 4 000 et 4 500 personnes sont mortes dans les provinces de Takhar et de Badakhshan,,. Près de 7 000 familles ont été touchées et environ 16 000 maisons ont été détruites ou endommagées. Environ 45 000 personnes se sont retrouvées sans abri. Plus de 30 villages ont été détruits et 70 autres ont été gravement endommagés. Plusieurs milliers d'animaux ont été tués et les récoltes et les infrastructures ont été détruites.
Comme de nombreux pays les moins avancés, l'Afghanistan est mal équipée pour faire face à ce type de catastrophe naturelle. Le pays ne dispose d'aucune forme de protection ni de microzonage contre les risques. Les maisons sont principalement construites en briques crues avec des fondations peu profondes. Les villages sont construits sur des pentes instables. De nombreux villages ont été entièrement ensevelis à cause des glissements de terrain. Les répliques se sont poursuivies pendant un mois. Elle a également été ressentie à Mazâr-e Sharîf, Kaboul, Andijan, Samarcande, Islamabad, Peshawar, Rawalpindi et Douchanbé.

## Efforts de secours
Plusieurs problèmes sont apparus lors de l'opération de secours. La région touchée était isolée et dépourvue de télécommunications modernes. Les coutumes locales[Information douteuse] interdisent aux médecins de sexe masculin d’examiner les femmes ou de leur parler. Il n’existe aucune carte précise de la région touchée ;  cependant, ce problème a été atténué car les pilotes des premiers hélicoptères du Tadjikistan ont servi dans les forces armées soviétiques dans la région pendant la guerre soviéto-afghane et connaissent de nombreux villages. Les efforts de secours ont également été retardés en raison du blocage des routes, du mauvais temps et des troubles politiques dans la région.
Les efforts de secours de plusieurs agences en Afghanistan ont été administrés depuis le Pakistan voisin, car de nombreuses organisations avaient appris de leurs expériences antérieures qu'il ne fallait pas baser trop de ressources à Kaboul ou dans toute autre ville d'Afghanistan. Une base secondaire pour les opérations de secours a été établie à Rostaq, dans la province de Takhar, près de la frontière entre l'Afghanistan et le Tadjikistan, qui, malgré le manque d'aérodromes, disposait d'espaces ouverts pour les opérations d'hélicoptères et d'une liaison routière avec le Tadjikistan. Un appel mondial a été lancé pour que des hélicoptères participent aux opérations de secours.
Les Nations unies (ONU) et plusieurs organisations non gouvernementales (ONG) ont participé aux efforts de secours dans la zone touchée. Une opération de secours conjointe a été organisée par l'ONU, le Comité international de la Croix-Rouge (CICR), la Fédération internationale des sociétés de la Croix-Rouge et du Croissant-Rouge (FICR) et un certain nombre d'ONG nationales et internationales.